# Calociasma nycteus
Calociasma nycteus is een vlindersoort uit de familie van de prachtvlinders (Riodinidae), onderfamilie Riodininae.
Calociasma nycteus werd in 1886 beschreven door Godman & Salvin.